# Snávvájávrre
Snávvájávrre, enligt tidigare ortografi Snavvajaure, är en sjö i Jokkmokks kommun i Lappland och ingår i Luleälvens huvudavrinningsområde. Sjön har en area på 0,321 kvadratkilometer och ligger 979 meter över havet. Snávvájávrre ligger i bergspasset Snávvávágge i Sareks nationalpark.

## Delavrinningsområde
Snávvájávrre ingår i det delavrinningsområde (746840-158296) som SMHI kallar för Ovan Sarvesjåkkå. Medelhöjden är 1 131 meter över havet och ytan är 101,03 kvadratkilometer. Räknas de 2 avrinningsområdena uppströms in blir den ackumulerade arean 238,19 kvadratkilometer. Ráhpaädno som avvattnar avrinningsområdet har biflödesordning 3, vilket innebär att vattnet flödar genom totalt 3 vattendrag (Blackälven (Smadjeädno), Lilla Luleälv, Luleälven) innan det når havet efter 322 kilometer. Avrinningsområdet består mestadels av kalfjäll (74 procent). Avrinningsområdet har 0,35 kvadratkilometer vattenytor vilket ger det en sjöprocent på 0,3 procent. Delavrinningsområdet täcks till 18,63 procent av glaciärer, med en yta av 18,8294 kvadratkilometer.

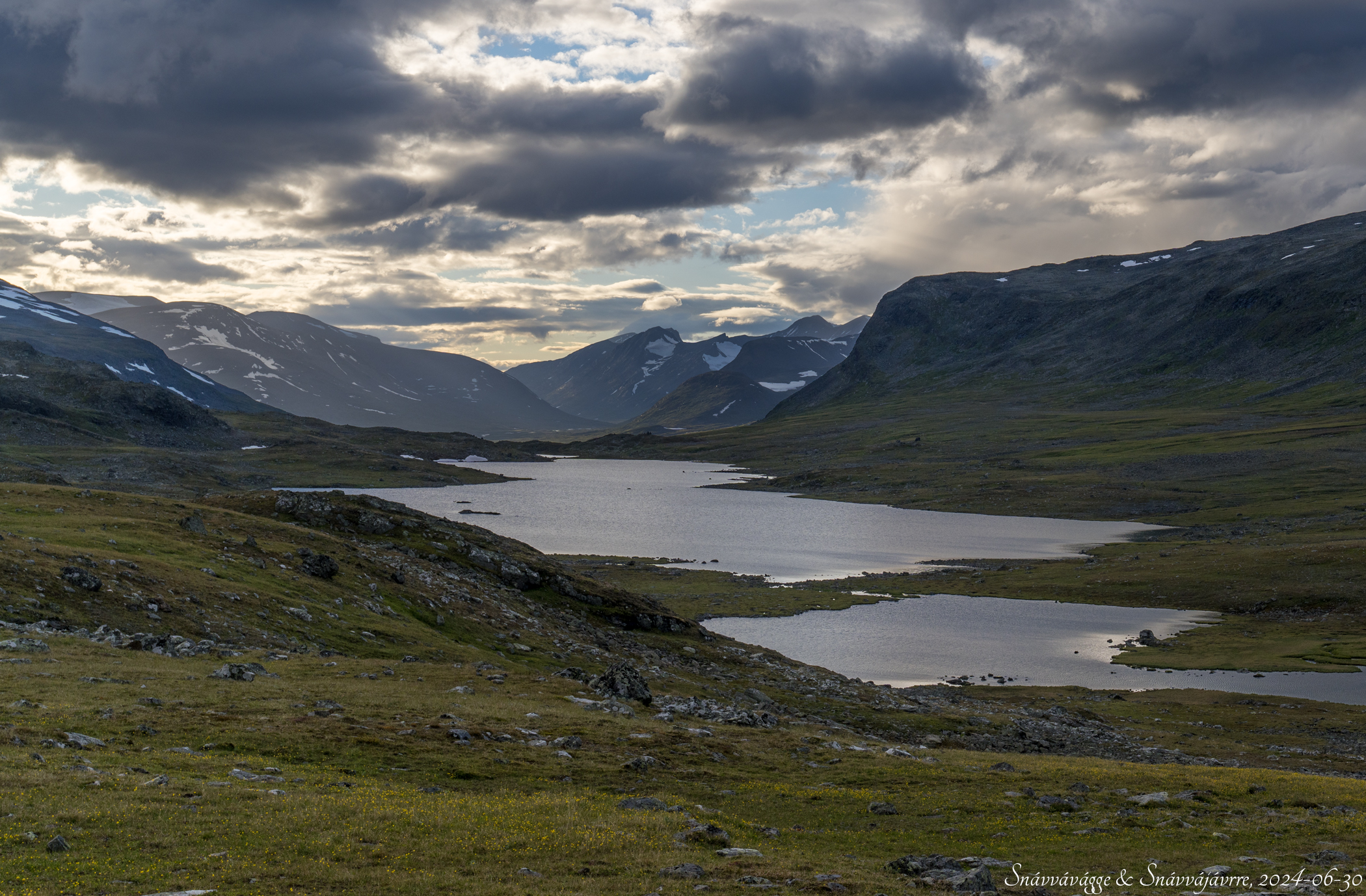
Snávvájávrre, vy mot nordväst.
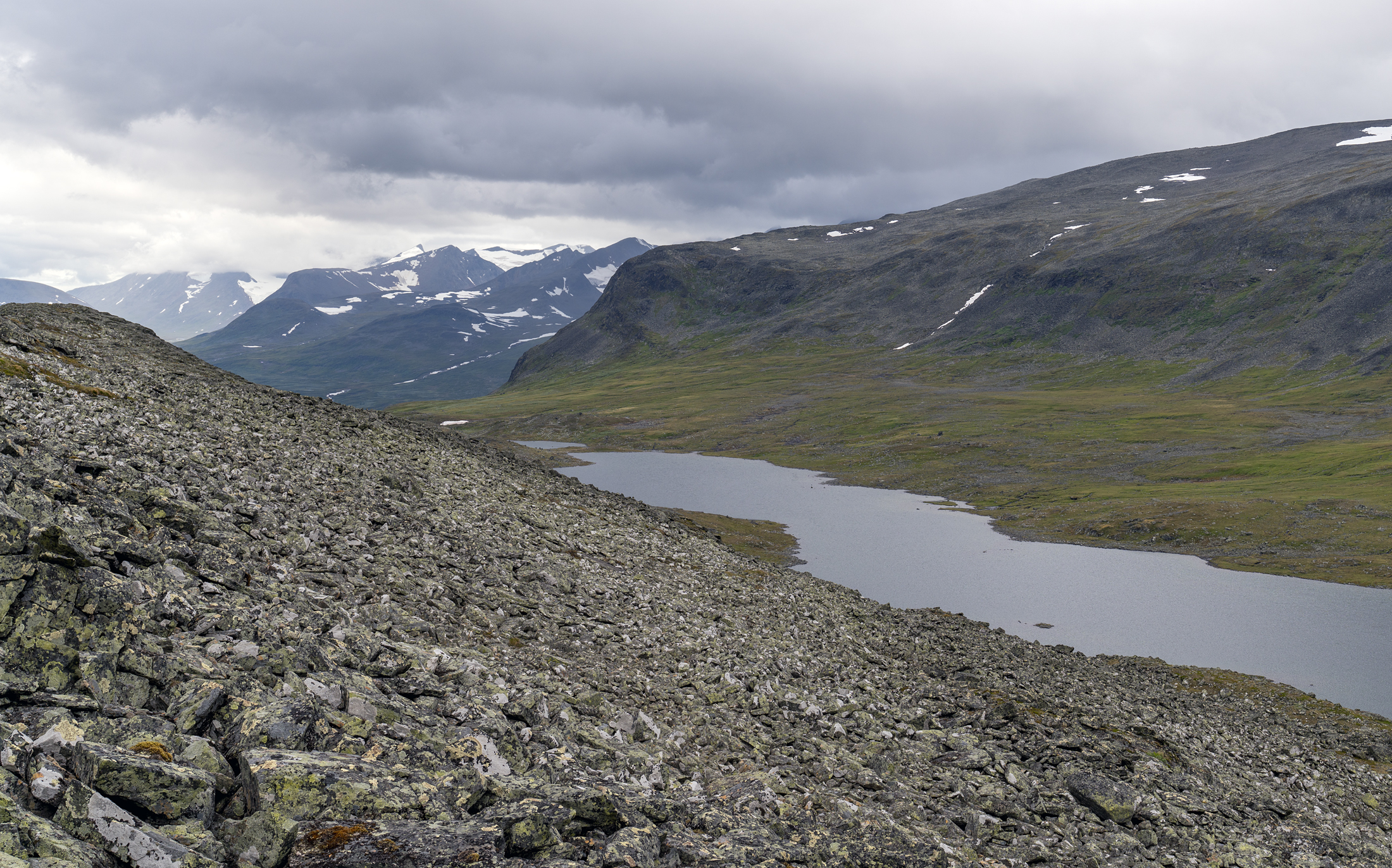
Snávvájávrre från Låddebáktes norra sida.